# Horadandia
Horadandia ist eine zwei Arten umfassende Gattung sehr kleiner Bärblinge, die im südlichen Indien und im südlichen und westlichen Sri Lanka in den Unterläufen kleiner Flüsse und Bäche vorkommt. Die Gattung wurde zu Ehren des indischen Zoologe Sunder Lal Hora benannt.

## Merkmale
Horadandia-Arten werden nur ca. 2 cm groß. Sie sind nah mit den Gattungen Trigonostigma und Rasboroides verwandt. Von Trigonostigma unterscheiden sie sich durch das Fehlen der „Keilfleck“-Zeichnung und ihre Laichmethode. Sie sind Freilaicher, die ihre Eier in das freie Wasser abgeben, während die Trigonostigma-Arten ihre Eier an die Unterseite von Blättern oder ähnlicher Strukturen kleben. Von Rasboroides unterscheiden sie sich durch ihre Kleinheit (20 mm SL vs. 35,5), 24 bis 26 Wirbel (28 bis 30 bei Rasboroides), das völlige Fehlen der Seitenlinie (unvollständig bei Rasboroides) und der Sinnesporen auf den Knochen unterhalb der Augenhöhle (vorhanden bei Rasboroides), durch 9 bis 12 Schuppen vor den Bauchflosse (13 bis 16 bei Rasboroides), zwei Reihen von Schlundzähnen (3 bei Rasboroides), die bei Horadandia 3 bis 4 kleine Spitzen aufweisen während sie bei Rasboroides eingebuchtet sind.

## Arten
Es gibt zwei Arten:
- Horadandia atukorali (Deraniyagala, 1943), Sri Lanka
- Horadandia brittani Rema Devi & Menon, 1992, Südindien

## Belege
1. ↑  Sudesh Batuwita, Madura de Silva & Udeni Edirisinghe (2013): A review of the danionine genera Rasboroides and Horadandia (Pisces: Cyprinidae), with description of a new species from Sri Lanka. (Memento des Originals vom 26. September 2019 im Internet Archive)  Info: Der Archivlink wurde automatisch eingesetzt und noch nicht geprüft. Bitte prüfe Original- und Archivlink gemäß Anleitung und entferne dann diesen Hinweis. (PDF; 1,6 MB) In: Ichthyol. Explor. Freshwaters, Band 24, Nr. 2, S. 121–140, November 2013 © 2013 by Verlag Dr. Friedrich Pfeil, München, Germany – ISSN 0936-9902, Seite 134.
2. ↑  Horadandia auf Fishbase.org (englisch)